# Blerick
Blerick (limburgisch Blierik) ist der links der Maas gelegene Stadtbezirk der niederländischen Stadt Venlo. Blerick liegt genau zwischen den Autobahnen A67 und der A73. Der Stadtteil zählt 27.985 Einwohner (Stand: 1. Januar 2024). Damit ist Blerick nach der Einwohnerzahl gemessen der zweitgrößte Stadtteil Venlos. Weiterhin ist Blerick der Fläche nach der größte Stadtteil der Gemeinde Venlo. Der Stadtteil besteht aus den Teilen Blerick, Hout-Blerick und Boekend.

## Geschichte
Der Name Blerick ist abgeleitet von Blariacum, einer römischen Siedlung. Die eigentliche römische Siedlung lag jedoch nicht im heutigen Blerick, sondern vermutlich etwas weiter südwestlich. Blerick hatte im Laufe der Geschichte viele verschiedene Namen, u. a. Blariacum, Blerke, Blerijck, Blerik, Blerick, Venlo-Blerick und Venlo-West.
Nach 1794 besetzte die französische Armee den Ort und es entstand somit eine neue Verwaltung. Gemeinden mit weniger als 5000 Einwohnern wurden zu einer Gemeinde zusammengefügt. So wurden Blerick, Baarlo, Bree und Mairie de Bree, später Maasbree genannt, eine einheitliche Gemeinde. In Blerick, dem größten Dorf dieser Gemeinde, gab es Bestrebungen, eigenständig zu werden – dies gelang jedoch nicht.
Gegen Ende des 19. Jahrhunderts herrschte Wohnungsnot im benachbarten Venlo, so dass man dort mehr Platz benötigte. Im Laufe der Zeit versuchte die Stadt Venlo daher immer öfter, Blerick von der Gemeinde Maasbree loszulösen und der Gemeinde Venlo hinzuzufügen. Im Jahre 1909 wurden diese Bestrebungen seitens Venlo in Blerick entschieden abgelehnt. Erst im Jahre 1940 gelang es der Stadt Venlo, Blerick einzugemeinden.
Am Morgen des 10. Mai 1940 überfiel das Deutsche Reich die Niederlande, Truppen der Wehrmacht marschierten in Blerick ein. Am 3. Dezember 1944 wurde Blerick befreit. Zuvor waren britische 30.000 Granaten auf Blerick niedergegangen. Auch die Martinuskirche wurde zerstört. Von der Befreiung von Venlo sahen die Alliierten zunächst ab, da der Vorstoß zum Rhein Vorrang hatte. Venlo und die Stadtteile auf dem Ostufer wurden erst am 1. März 1945 befreit.

## Blerick im 21. Jahrhundert
Heute ist Blerick ein moderner Stadtteil von Venlo und hat keinen dörflichen Charakter mehr. Bauernhöfe haben Platz gemacht für u. a. moderne Stadtwohnungen. Auch wirtschaftlich ist Blerick heute ein wichtiger Standort vieler Industrien. So ist Blerick ein wichtiger Knotenpunkt in der Transportwelt und ist Teil der verlängerten BrabantStad: Breda – Tilburg – ’s-Hertogenbosch – Eindhoven – Helmond mit Venlo-Blerick. Der Stadtbezirk besteht zu einem großen Teil aus Industriegebieten, die etwa ein Viertel der Fläche einnehmen. In den Trade Ports haben sich daher auch sehr viele Transportunternehmen niedergelassen.

## Probleme mit Kriminalität
Erhebliche, drogenrelevante Kriminalität versucht die Stadt seit 2018 mit einem verstärkten Einsatz von Polizei und Justiz einzudämmen. Hervorzuheben als Problemgebiet ist Vastenavondkamp.

## Die Ortsteile und Industriegebiete

### Ortsteile
Der Stadtbezirk Blerick besteht nicht nur aus Blerick an sich, sondern ist zudem in zwei weitere Stadtteile zu unterscheiden: Boekend und Hout-Blerick.
Blerick selbst besteht aus drei verschiedenen, offiziellen Ortsteilen:
- Tuindorp
  - Centrum
  - Hazekamp
  - Sint-Annakamp
  - Vastenavondkamp
  - Smeliënkamp
  - Zonneveld
  - Ubroek
- Vossener
- Klingerberg

### Industriegebiete
Blerick besteht zu einem Viertel aus Industriegebieten. Dazu zählen der Containerhafen
- Venlo Trade Port
  - Trade Port Noord
  - Trade Port Oost
  - Trade Port West

sowie
- Businesspark Venlo
- Fresh Park Venlo
- Flora Trade Parc Venlo
- Ubroek

## Verkehr

### Schienenverkehr
Blerick liegt an der Staatslijn E (Bahnstrecke Breda – Maastricht) und an der Maaslinie (Bahnstrecke Venlo – Nijmegen). Blerick besitzt seit 1868 einen eigenen Bahnhof. Im Reisezugverkehr gibt es eine InterCity-Verbindung der Nederlandse Spoorwegen Richtung Eindhoven, Utrecht und zum Flughafen Schiphol. Der Bahnhof von Blerick ist Ausgangspunkt der Züge von Arriva Personenvervoer Nederland in Richtung Roermond und Nijmegen.

### Straßenverkehr
Blerick liegt als wichtiger Industriestandort an zwei Autobahnen:
- A67: (Ruhrgebiet) – Venlo – Eindhoven – Antwerpen
- A73: Nijmegen – Venlo – Roermond – Maasbracht – (Maastricht/Lüttich)

### Schiffsverkehr
Schiffsverkehr findet zum/vom Containerhafen Trade Port sowie in der Freizeitschifffahrt zum Yachthafen "WSV De Maas", unmittelbar neben dem Handelshafen gelegen, statt.

## Bauwerke
- Antoniuskirche
- Frederik-Hendrik-Kazerne

## Sport
- SV Blerick (Fußballclub der niederländischen Regionalliga)

## Persönlichkeiten
- Mathieu Cordang (1869–1942), Radrennfahrer
- Coy Koopal (1932–2003), Fußballspieler
- Willem J. H. Willems (1950–2014), Archäologe
- Rick Hoogendorp (* 1975), Fußballspieler